# Mormonia habilis
Mormonia habilis är en fjärilsart som beskrevs av Augustus Radcliffe Grote 1872. Mormonia habilis ingår i släktet Mormonia och familjen nattflyn. Inga underarter finns listade i Catalogue of Life.